# Lemuralia
Lemuralia (Lemuria) – święto obchodzone 9, 11 i 13 maja w starożytnym Rzymie ku czci Lemurów, złych duchów zmarłych. 
Podczas lemuraliów wszystkie świątynie były zamknięte i obowiązywał zakaz zawierania małżeństw. Ojciec rodziny specjalnymi obrzędami magicznymi musiał chronić swój dom podczas tego nocnego święta.
Pater familias wstawał o północy i boso chodził po wszystkich pomieszczeniach domu, odpędzając duchy. Po czym mył ręce w wodzie źródlanej i wkładał do ust czarny bób, który następnie rozrzucał po całym domu, nie oglądając się za siebie. Wymawiał przy tym dziewięciokrotnie zaklęcie, po czym ponownie obmywał się wodą i zaczynał bić w miedzianą miednicę z całych sił, prosząc aby duchy opuściły jego dom.
W ostatnim dniu Lemuraliów, 13 maja w 609 albo w 610 roku – dzień ten odnotowano skrupulatniej, niż rok – papież Bonifacy IV poświęcił pogańską świątynię – Panteon w Rzymie – Najświętszej Marii Panny od Męczenników i odtąd dzień poświęcenia Panteonu Sanctae Mariae ad Martyres (pol. Najświętszej Marii Panny od Męczenników), był świętowany w Kościele rzymskim.
Według historyków starożytne Lemuralia zostały schrystianizowane jako Święto Wszystkich Świętych. Ustanowiono je w Rzymie pierwotnie właśnie 13 maja by w ten sposób zmienić pogański charakter rzymskiego święta. W VIII wieku, gdy obchody Lemuraliów coraz bardziej bladły, dzień Wszystkich Świętych przeniesiono na dzień 1 listopada, który pokrywa się z podobnym przebłaganiem duchów podczas dnia Samhain. Papież Grzegorz III poświęcił kaplicę bazyliki św. Piotra wszystkim świętym właśnie w tym dniu, ustanawiając jego rocznicę. Natomiast prawie 100 lat później, w 835 roku papież Grzegorz IV wprowadził obchodzenie uroczystości Wszystkich Świętych w dniu 1 listopada.